# Медіарегулювання
Регулювання засобів масової інформації — це правила, що регулюються законодавством. Рекомендації щодо використання медіа відрізняються в усьому світі. Це регулювання, через закон, правила або процедури, може мати різні цілі, наприклад, втручання для захисту заявленого «громадського інтересу», або заохочення конкуренції ефективного медіа-ринку, або створення спільних технічних стандартів.
Основними цілями регулювання ЗМІ є преса, радіо та телебачення, але можуть також включати фільми, записану музику, кабель, супутникові технології, технології зберігання та розповсюдження (диски, касети тощо), інтернет, мобільні телефони тощо.

## Основні принципи
- Баланс між позитивними та негативними визначеними свободами.
- Негативні свободи, законодавча роль медіа-інститутів у суспільстві та забезпечення їх свободи слова, публікації, приватної власності, комерції та підприємництва повинні бути збалансовані законодавством, що забезпечує позитивну свободу громадян щодо доступу до інформації.
- Баланс між державою і ринком.
- Медіа перебувають у позиції між комерцією та демократією.
- Вони вимагають балансу між правами та обов'язками. Для підтримання контрактного балансу суспільство очікує відповідальності від засобів масової інформації. Крім того, ринкові сили не змогли гарантувати широкий спектр громадської думки та вільного вираження поглядів.

## За країнами

### Україна
Як традиційне право людини свобода думки і слова, на вільне вираження своїх поглядів і переконань постійно змінюється відповідно до розвитку нових технологій. Сучасний стан розвитку мережі Інтернет дозволяє реалізовуватися свободі слова і думки, а також забезпечує швидку передачу необмеженому колу осіб інформації.
Важливість цього питання підтверджується тим, що 6 жовтня 2009 року у м. Варшава (Польща) Агентством ЄС з основних прав людини в рамках Конференції ОБСЄ/БДІПЛ з людського виміру було проведено додатковий захід на тему „Свобода самовираження в Інтернеті – можливості та проблеми”. Під час цього заходу було зазначено, що свобода самовираження в Інтернеті є одним із пріоритетів шведського президентства в Європейському Союзі.
Аналіз останніх досліджень і публікацій вітчизняних фахівців у сфері інформаційного права, зокрема, О. Баранова, В. Брижка, В. Горобцова, В. Іванова, Р. Романова, М. Чабаненко свідчить, що вони зробили значний внесок у дослідженні правового регулювання суспільних відносин, що виникають під час застосування мережі Інтернет. Разом з цим, більш глибокого дослідження потребує питання правового регулювання діяльності „Інтернет – засобів масової інформації”.
Національний реєстр електронних інформаційних ресурсів налічує 164 найменування електронних варіантів друкованих видань, 17 назв сайтів, які стосуються телебачення, 23 – радіо і 66 назв виключно мережевих видань, тобто невелику частину того, що ми насправді сьогодні маємо, і лише з датами їх занесення до цього реєстру. [Архівовано 27 грудня 2014 у Wayback Machine.]

### Єгипет
Закони про регулювання Єгипту охоплюють видання в засобах масової інформації та журналістику. Будь-яка форма прес-релізу для громадськості, що суперечить конституції Єгипту, може підлягати покаранню цими законами. Цей закон був запроваджений для регулювання обігу дезінформації в Інтернеті. Правові дії можуть бути вжиті тим, хто поділяє неправдиві факти. Вища рада Єгипту з питань медіа-регулювання (SCMR) буде уповноважена розміщувати людей з більш ніж 5000 послідовників у соціальних мережах або з особистим блогом або вебсайтом під наглядом. Понад 500 вебсайтів вже заблоковано в Єгипті до нового закону у 2018 році. Сайти повинні пройти через «Вищу раду з питань адміністрування ЗМІ», щоб отримати ліцензію на публікацію вебсайту.

### Китай
У ранньому періоді новітньої історії Китаю відносини між владою і суспільством були надзвичайно незбалансовані. Уряд утримував владу над китайським народом і контролював ЗМІ, роблячи ЗМІ високо політичними.
Економічна реформа зменшила функцію управління ЗМІ і створила тенденцію, що засоби масової інформації виступають за суспільство. Попередня незбалансована структура між потужним урядом і слабким суспільством була розв'язана політикою на певному рівні, але не дійсно змінена до появи Інтернету. Спочатку регулятор не розглядав Інтернет як категорію засобів масової інформації, а як техніку бізнесу. Недооцінка потужності Інтернету як засобу комунікації призвела до відсутності регулювання Інтернету. З того часу Інтернет змінив методи комунікації, структуру ЗМІ і скинув структуру голосового висловлювання в Китаї.
Регулятори не пускають і не випускають з-під контролю Інтернет. В останні роки стратегія підходу до Інтернету полягала в регулюванні під час розробки.
Регулювання Інтернету в Китаї загалом формується:
Законодавство
Китай — це той, хто володіє найбільшим у світі законодавством. За даними статистики, до жовтня 2008 року 14 різних департаментів, таких як NPC Китаю, відділ реклами КПК і інформаційне бюро Державної ради, були опубліковані більш ніж 60 законів, що стосуються регулювання Інтернету.
Адміністрація
Відділи регулювання Інтернету в Китаї мають відповідний розподіл роботи. Міністерство промисловості та інформаційних технологій відповідає за розробку та регулювання галузі, Міністерство громадської безпеки регулює безпеку та боротьбу зі злочинами, а Департамент пропаганди веде систему, де відділи культури, мовлення, журналістики, освіти і т.д.
Технічний контроль
Відділи регулювання Інтернету стримують неправомірне вираження та поведінку за допомогою таких методів, як блокування інформації негативним для соціальної стабільності та проведення реальної системи імен через Інтернет.
Навчання
Регулятор забезпечує очікування інтернет-середовища населенню шляхом навчання та інформування інтенсивних людей про норми поведінки.

### Європейський Союз
Більшість держав-членів ЄС замінили норми права власності на засоби масової інформації законами конкуренції. Ці закони створюються керівними органами для захисту споживачів від хижацької ділової практики, забезпечуючи чесну конкуренцію у відкритій ринковій економіці. Однак ці закони не можуть вирішити проблему конвергенції та концентрації засобів масової інформації.

### Сполучені Штати Америки
Перша поправка до Конституції США забороняє уряду скорочувати свободу слова або свободу преси. Проте існують певні винятки зі свободи слова. Наприклад, існують положення про громадські мовники: Федеральна комісія з питань зв'язку забороняє трансляцію «непристойних» матеріалів на публічні ефіри.
Випадкове викриття Джанет Джексон під час показу на півгодини в Super Bowl XXXVIII призвело до прийняття Закону про дотримання порядку трансляції 2005 року, який збільшив максимальний штраф, який FCC міг би виставити за непристойні трансляції з $ 32 500 до $ 325 000 — з максимальною відповідальністю $ 3 мільйони. Це означає захистити молодих людей від висловлювань та ідей, які вважаються образливими. Верховний суд Сполучених Штатів ще не торкнувся інтернету, але це може змінитися, якщо нейтралітет мережі вступить у гру.

## Критика
Ентоні Ловштедт і Сулейман аль-Вахід висловили думку, що владі необхідно видати різноманітні закони про ЗМІ, зосереджені на антимонополії та антиолігополії з демократичною легітимністю, оскільки засоби масової інформації важливі для національної безпеки та соціальної стабільності. Глобальне регулювання нових медіа-технологій полягає у забезпеченні культурного розмаїття медіа-контенту та забезпеченні вільного простору публічного доступу та різноманітних думок та ідей без цензури. Крім того, регулювання захищає незалежність засобів масової інформації від домінування потужних фінансових корпорацій і зберігає ЗМІ від комерційної та політичної гегемонії.
У Китаї можливість того, що фільм, затверджений Центральною радою кіноцентрів, може бути заборонений через незгоду конкретного провідного кадру, так і не був усунений. Китайський сценарист Ван Сіндун заявив, що регулювання літератури та мистецтва має ґрунтуватися на законах, а не на перевазі деяких осіб. У сфері ЗМІ відносне законодавство має бути запроваджено якомога швидше і застосовуватись строго, щоб уникнути того, що деякі лідери придушують закон своєю владою контролювати зміст ЗМІ.